# 美国佛罗里达南区联邦地区法院
美国佛罗里达南区联邦地区法院 （引用时缩写为S.D. Fla.）是美国94个、佛罗里达州3个联邦地区法院之一。该法院审理后的案件需上诉至第十一巡回法院，专利及《塔克法案》相关的案件需上诉至联邦巡回区法院。该法院的司法管辖权覆盖佛罗里达州9个郡，总部在迈阿密。